# 439. pehotni polk (Wehrmacht)
439. pehotni polk (izvirno nemško Infanterie-Regiment 439) je bil eden izmed pehotnih polkov v sestavi redne nemške kopenske vojske med drugo svetovno vojno.

## Zgodovina
Polk je bil ustanovljen 15. oktobra 1940 kot polk 11. vala na vadbišču Grafenwöhr iz štaba 452. pehotnega polka, III. bataljona istega polka III. bataljona 455. pehotnega polka; polk je bil dodeljen 134. pehotni diviziji. 
15. februarja 1941 je bil polk premeščen v Vilseck, Weiden, Cham, Regensburg, Auerbach in nazadnje v Amberg. 
15. oktobra 1942 je bil polk preimenovan v 439. grenadirski polk.